# Гус Боднар
Гус Боднар (англ. Gus Bodnar; 24 квітня 1923, Форт-Вільям, Онтаріо — 1 липня 2005 Ошава) — канадський хокеїст українського походження, що грав на позиції центрального нападника.
Володар Кубка Стенлі. Провів понад 600 матчів у Національній хокейній лізі.

## Ігрова кар'єра
Хокейну кар'єру розпочав 1940 року.
Протягом професійної клубної ігрової кар'єри, що тривала 13 років, захищав кольори команд «Торонто Мейпл-Ліфс», «Чикаго Блек Гокс» та «Бостон Брюїнс».
22 березня 1952 року Білл Мосієнко встановив рекорд скорострільності — закинув три шайби за 21 секунду. Автором всіх трьох результативних передач був Гус Боднар.
Загалом провів 699 матчів у НХЛ, включаючи 32 гри плей-оф Кубка Стенлі.

## Тренерська кар'єра
Головний тренер клубу «Торонто Мальборос» (ОХЛ) з 1967 по 1968, виборов Меморіальний кубок у 1967. У 1970 очолював клуб «Солт-Лейк Голден-Іглз» (ЗХЛ 1952–1974). З 1971 по 1976 очолював клуб «Ошава Дженералс» (ОХА).

## Нагороди та досягнення
- Пам'ятний трофей Колдера — 1944.
- Володар Кубка Стенлі в складі «Торонто Мейпл-Ліфс» — 1945, 1947.
- Учасник матчу усіх зірок НХЛ — 1951.
- Володар Меморіального Кубка, як головний тренер у складі «Торонто Мальборос» — 1967.
- Переможець чемпіонату ОХА, як головний тренер у складі «Ошава Дженералс» — 1972.

## Статистика
| Сезон        | Клуб                    | Ліга         | Регулярний сезон | Регулярний сезон | Регулярний сезон | Регулярний сезон | Регулярний сезон | Плей-оф | Плей-оф | Плей-оф | Плей-оф | Плей-оф |
| Сезон        | Клуб                    | Ліга         | І                | Г                | П                | О                | ШХ               | І       | Г       | П       | О       | ШХ      |
| ------------ | ----------------------- | ------------ | ---------------- | ---------------- | ---------------- | ---------------- | ---------------- | ------- | ------- | ------- | ------- | ------- |
| 1940–41      | «Форт Вільям Рейнджерс» | ТБЮХЛ        | 18               | 13               | 8                | 21               | 12               | 2       | 0       | 0       | 0       | 0       |
| 1941–42      | «Форт Вільям Рейнджерс» | ТБЮХЛ        | 16               | 20               | 16               | 36               | 22               | 3       | 5       | 4       | 9       | 2       |
| 1941–42      | «Форт Вільям Рейнджерс» | МК           | —                | —                | —                | —                | —                | 3       | 2       | 5       | 7       | 16      |
| 1942–43      | «Форт Вільям Рейнджерс» | ТБЮХЛ        | 9                | 10               | 29               | 39               | 9                | 3       | 2       | 3       | 5       | 2       |
| 1942–43      | «Форт Вільям Рейнджерс» | МК           | —                | —                | —                | —                | —                | 3       | 2       | 1       | 3       | 2       |
| 1943–44      | «Торонто Мейпл-Ліфс»    | НХЛ          | 50               | 22               | 40               | 62               | 18               | 5       | 0       | 0       | 0       | 0       |
| 1944–45      | «Торонто Мейпл-Ліфс»    | НХЛ          | 49               | 8                | 36               | 44               | 18               | 13      | 3       | 1       | 4       | 4       |
| 1945–46      | «Торонто Мейпл-Ліфс»    | НХЛ          | 49               | 14               | 23               | 37               | 14               | —       | —       | —       | —       | —       |
| 1946–47      | «Торонто Мейпл-Ліфс»    | НХЛ          | 39               | 4                | 6                | 10               | 10               | 1       | 0       | 0       | 0       | 0       |
| 1946–47      | «Піттсбург Горнетс»     | АХЛ          | 15               | 10               | 9                | 19               | 10               | 9       | 2       | 2       | 4       | 4       |
| 1947–48      | «Піттсбург Горнетс»     | АХЛ          | 6                | 2                | 3                | 5                | 0                | —       | —       | —       | —       | —       |
| 1947–48      | «Чикаго Блек Гокс»      | НХЛ          | 46               | 13               | 22               | 35               | 23               | —       | —       | —       | —       | —       |
| 1948–49      | «Чикаго Блек Гокс»      | НХЛ          | 59               | 19               | 26               | 45               | 14               | —       | —       | —       | —       | —       |
| 1949–50      | «Чикаго Блек Гокс»      | НХЛ          | 70               | 11               | 28               | 39               | 6                | —       | —       | —       | —       | —       |
| 1950–51      | «Чикаго Блек Гокс»      | НХЛ          | 44               | 8                | 12               | 20               | 8                | —       | —       | —       | —       | —       |
| 1951–52      | «Чикаго Блек Гокс»      | НХЛ          | 69               | 14               | 26               | 40               | 26               | —       | —       | —       | —       | —       |
| 1952–53      | «Чикаго Блек Гокс»      | НХЛ          | 66               | 16               | 13               | 29               | 26               | 7       | 1       | 1       | 2       | 2       |
| 1953–54      | «Чикаго Блек Гокс»      | НХЛ          | 45               | 6                | 15               | 21               | 20               | —       | —       | —       | —       | —       |
| 1953–54      | «Бостон Брюїнс»         | НХЛ          | 14               | 3                | 3                | 6                | 10               | 1       | 0       | 0       | 0       | 0       |
| 1954–55      | «Бостон Брюїнс»         | НХЛ          | 67               | 4                | 4                | 8                | 14               | 5       | 0       | 1       | 1       | 4       |
| Усього в НХЛ | Усього в НХЛ            | Усього в НХЛ | 667              | 142              | 254              | 396              | 207              | 32      | 4       | 3       | 7       | 10      |